# Sirona
Sirona – celtycka bogini płodności, siły i zdrowia. Jej imię oznacza gwiazdę. Pozostałości jej kultu znajdowane są najczęściej w pobliżu źródeł leczniczych. Przedstawiana z owocami, kłosami zboża lub jako królową niebios z berłem.
Sirona była także towarzyszką Silvanusa Faeruńskiego, boga dzikiej natury i druidów.